# A Woofer in Tweeter's Clothing
Albums de Sparks
Sparks
(1971) Kimono My House
(1974)
Singles
1. Girl from Germany
Sortie : juin 1974

A Woofer in Tweeter's Clothing est le deuxième album du groupe américain de rock Sparks. Il est sorti en 1972 sur le label Bearsville Records.
Produit par James Lowe (en), ancien chanteur du groupe The Electric Prunes, c'est le dernier album de Sparks chez Bearsville et le dernier album du groupe avec le guitariste Earle Mankey (en), le bassiste Jim Mankey (en) et le batteur Harley Feinstein.

## Fiche technique

### Chansons
| 1. | Girl from Germany  | Russell Mael, Ron Mael                                                       | 3:26 |
| 2. | Beaver O'Lindy     | Russell Mael, Ron Mael, Earle Mankey (en), Jim Mankey (en), Harley Feinstein | 3:44 |
| 3. | Nothing Is Sacred  | Ron Mael                                                                     | 5:31 |
| 4. | Here Comes Bob     | Russell Mael, Ron Mael                                                       | 2:09 |
| 5. | Moon Over Kentucky | Ron Mael, Jim Mankey                                                         | 4:08 |

| 6.  | Do-Re-Mi                | Richard Rodgers, Oscar Hammerstein II | 3:38 |
| 7.  | Angus Desire            | Russell Mael, Ron Mael                | 3:25 |
| 8.  | Underground             | Earle Mankey                          | 2:59 |
| 9.  | The Louvre              | Ron Mael, Josée Becker                | 5:04 |
| 10. | Batteries Not Included  | Ron Mael                              | 0:47 |
| 11. | Whippings and Apologies | Ron Mael                              | 5:05 |

### Musiciens
- Russell Mael : chant
- Ron Mael : claviers
- Earle Mankey (en) : guitare
- Jim Mankey (en) : basse
- Harley Feinstein : batterie

### Équipe de production
- James Lowe (en) : producteur
- Larry Dupont : photographie